# Ohtla
Koordinaten: 58° 52′ N, 23° 54′ O
Ohtla (deutsch Ochtel) ist ein Dorf (estnisch küla) in der Landgemeinde Lääne-Nigula (bis 2017: Landgemeinde Martna) im Kreis Lääne in Estland.

## Beschreibung
Der Ort hat elf Einwohner (Stand 31. Dezember 2011). Er liegt 24 Kilometer südöstlich der Landkreishauptstadt Haapsalu.
Das örtliche Rittergut gehörte zwischen 1628 und 1691 zur Grafschaft Haapsalu. Es wurde 1865 in eine Landstelle umgewandelt.
Auf dem Bauernhof Saueaugu finden seit 2001 im Sommer regelmäßige Theateraufführungen statt. Sie wurden von dem estnischen Theaterregisseur und Kulturjournalisten Margus Kasterpalu (* 1961) ins Leben gerufen.